# Rajd de Genève 1971
Rajd Genewski 1971 (39. Rallye de Genève) – 39. edycja rajdu samochodowego Rajdu Genewskiego rozgrywanego w Szwajcarii. Rozgrywany był od 18 do 20 czerwca 1971 roku. Była to dziewiata runda Rajdowych Mistrzostw Europy w roku 1971.

## Klasyfikacja rajdu
| Miejsce                     | Kierowca                    | Pilot                       | Samochód                    | Czas                        | Strata                      |                             |
| Klasyfikacja generalna, ERC | Klasyfikacja generalna, ERC | Klasyfikacja generalna, ERC | Klasyfikacja generalna, ERC | Klasyfikacja generalna, ERC | Klasyfikacja generalna, ERC | Klasyfikacja generalna, ERC |
| --------------------------- | --------------------------- | --------------------------- | --------------------------- | --------------------------- | --------------------------- | --------------------------- |
| 1.                          | Jean-Pierre Nicolas         | Jean Todt                   | Alpine-Renault A110 1600    | 2:20:18                     | 0.0                         |                             |
| 2.                          | Jacques Henry               | Bernard-Etienne Grobot      | Alpine-Renault A110 1600    | 2:25:23                     | +5:05                       |                             |
| 3.                          | Claude Haldi                | Eric Chapuis                | Porsche 911 S               | 2:25:46                     | +5:28                       |                             |
| 4.                          | Florian Vetsch              | André Olivier               | Porsche 911 S               | 2:30:37                     | +10:19                      |                             |
| 5.                          | Marie-Pierre Palayer        | Christine Rouff             | Alpine-Renault A110 1600    | 2:32:43                     | +12:25                      |                             |
| 6.                          | Bernard Fiorentino          | Maurice Gélin               | Simca CG MC 2200 Coupé      | 2:34:16                     | +13:58                      |                             |
| 7.                          | Damien Lepoutre             | Dominique Dufossé           | Alpine-Renault A110 1600    | 2:34:46                     | +14:28                      |                             |
| 8.                          | Guy Chasseuil               | Christian Baron             | Alfa Romeo 1750             | 2:38:44                     | +18:26                      |                             |
| 9.                          | Claudine Bouchet            | Marie-Odile Desvignes       | Alpine-Renault A110 1600    | 2:41:17                     | +20:59                      |                             |
| 10.                         | Jean Ragnotti               | Pierre Thimonier            | Opel Kadett                 | 2:42:29                     | +22:11                      |                             |